# 青木茂 (実業家)
青木 茂（あおき しげる、1952年1月3日 - ）は、日本の実業家。サミー株式会社代表取締役社長。

## 人物・経歴
北海道出身。1975年名古屋大学法学部卒業、住友銀行入行。2005年セガ入社、同社上席参事。世嘉（中国）網絡科技有限公司董事長。2008年サミー執行役員コーポレート本部長。2011年サミー常務取締役コーポレート本部長。2012年からサミー代表取締役社長COOを務めた。2016年サミー代表取締役副会長、セガサミーホールディングス監査役。